# Okänt skepp från 1500-talet i Östersjön
Okänt skepp är arbetsnamnet på ett oidentifierat vrak från 1500-talet som påträffades 2019 i Östersjön. Det ligger på drygt 120 meters djup utanför nordöstra Gotland och ungefär 160 kilometer sydost om Stockholm.

## Fartyget
Skeppet som troligen varit ett beväpnat handelsfartyg har daterats till sekelskiftet 1500 och kanonernas form antyder ungefär samma skede. Av en dendrokronologisk undersökning kommer förmodligen svaret på skeppets last, funktion och härkomst snart kunna fastställas. Fartyget som antas vara från ett nordeuropeiskt land blev möjligen beskjutet och sjönk av skadorna efter en skottsalva som träffat akterpartiet. En teori är att det sänktes i ett sjöslag under Gustav Vasas befrielsekrig 1521–1523. Ett flertal fartyg gick då förlorade och hamnade på Östersjöns botten.

## Vraket
Vraket är på grund av djupet, kylan och mörkret mycket välbevarat och skrovet med ett par resta master står fortfarande rakt upp på en dyig havsbotten. Även den spantade bordläggningen och delar av riggen ser ut att vara kvar. Vad som dock saknas är fartygets akter. Att ett skeppsvrak fanns på platsen har varit känt efter en sonarundersökning av havsbotten av Sjöfartsverket 2009. Under arbete med dragning av ryska gasledningar 2019 av Nord Stream påträffades vraket på nytt och har undersökts av ingenjörskonsultföretaget MMT Group AB i Göteborg, marinarkeologer från University of Southampton och Södertörns högskola, samt företaget Deep Sea Productions. De har använt det norska offshoreservicefartyget M/S Stril Explorer. Vraket har filmats med fjärrstyrda undervattensfarkoster, däribland en Surveyor Interceptor. På så vis har man med en robotkamera kunnat skapa en mycket fulländad 3D-modell.